# Muğla
Muğla – miasto w Turcji, ośrodek administracyjny prowincji Muğla.
Według danych na rok 2000 miasto zamieszkiwało 43 845 osób, a według danych na rok 2004 całą prowincję ok. 773 000 osób. Gęstość zaludnienia w prowincji wynosiła ok. 58 osób na km².